# Poliocephalus
Poliocephalus é um género de aves da família Podicipedidae, vulgarmente conhecidas como mergulhões.
Este género contém duas espécies:
- Mergulhão-grisalho (Poliocephalus poliocephalus)
- Mergulhão-maori (Poliocephalus rufopectus)